# Joakim Rakovac
Joakim Rakovac (Rakovci kraj Poreča, 14. listopada 1914. – 18. siječnja 1945.), bio je istarski antifašist, partizan i narodni heroj Jugoslavije.

## Životopis
Joakim Rakovac rođen je u selu Rakovci (Rahovci) desetak kilometara od Poreča. Završio je talijansku osnovnu školu, ali na poticaj roditelja čita tada zabranjene knjige na hrvatskom jeziku. Njegovog oca Ivana fašisti su često tukli, a talijanske vlasti zatvarale; naposljetku je umro u nacističkom logoru u njemačkom Koncentracijskom logoru Dachau. Drugi svjetski rat i napad na Jugoslaviju 6. travnja 1941. godine dočekao je kao pripadnik tzv. specijalnih bataljuna talijanske vojske "za politički sumnjive". Bile su to neborbene jedinice koje su se bavile održavanjem cesta i drugim neborbenim aktivnostima. Već 1942. godine vraća se u Istru, jedni izvori govore da je pobjegao iz talijanske vojske, drugi da je otpušten. 
Uglavnom, čim se vratio susreće se s antifašizmom i počinje se povezivati s antifašističkim pokretom u Hrvatskoj, uspostavivši blisku suradnju s narodnjakom Jožom Šuranom koji je već bio u vezi s partizanima iz ostalih dijelova Hrvatske. Sudjeluje u skupini od 18 domoljuba koji se u organizaciji Jože Šurana sastaju 15. prosinca 1942. godine na Poreštini (kod lokve u selu Rapavel) s komunističkim aktivistom Antom Drndićem Stipom, koji je od Komunističke partije Hrvatske poslan organizirati partizanski pokret u Istri. Krajem 1942. godine okuplja se u njegovoj kući u selu Rakovci kod Baderne tridesetak ljudi i raspravljaju o mogućnostima borbe protiv fašizma; poslije se u tom mjestu osniva narodnooslobodilački odbor (NOO), jedno od žarišta ideje antifašizma i povezivanja Istre s Hrvatskom po Poreštini i Pazinštini. 
U ljeto 1943. godine vodi prvu veću skupinu Istrana prema Gorskom kotaru kako bi se priključili partizanima. U kolovozu 1943. godine postao je predsjednikom NOO-a za Istru. Nakon kapitulacije Italije 8. rujna 1943. godine sudjeluje u razoružavanju garnizona u Cerovlju i Borutu - gdje ga je vijest o kapitulaciji zatekla dok je vodio veću skupinu dragovoljaca k partizanima u Gorskom kotaru. Potom sudjeluje u oslobađanju Pazina, a 14. rujna s manjom skupinom boraca ulazi u Poreč i u njemu uspijeva uspostaviti vlast ustanika. Kao predsjedatelj Pokrajinskog narodnooslobodilačkog odbora za Istru sudjeluje u donošenju povijesnih Pazinskih odluka kojima se Istra odcjepljuje od Italije i sjedinjuje s maticom Hrvatskom.
Nakon njemačkog zauzimanja Istre neumorno radi na terenu, obilazi istarska sela, potiče ljude na ustanak i organizira antifašiste sve s ciljem oslobođenja Istre. Ne bilježi se da bi narodu i borcima išta govorio o komunizmu, makar se suglasno piše da je pristupio komunističkoj partiji i da je bio član partijskog rukovodstva za Istru. 
U Glasu Istre br. 2 iz rujna 1943. godine izlazi prvi novinski članak kojega je napisao seljački sin Joakim Rakovac. Članak za partizanski tisak je napisan u vrijeme srpnju 1943. godine, dakle prije rujanskog ustanka u Istri, dok je Rakovac vodio stotinjak istarskih dragovoljaca partizanima u Gorskom kotaru. U članku koji je (zacijelo uz dosta redaktorskog posla; Rakovac je išao samo u talijanske škole i nikad ranije nije imao prigodu pisati na hrvatskom književnom jeziku) objavljen pod naslovom Sretni i ponosni pošli smo u našu vojsku opisuje pripreme za odlazak u partizane; iz teksta su vidljive okolnosti u kojima je Rakovac djelovao:  
»Tog dana žene su marljivo pripremale hranu i robu za put a ljudi su obustavili svaki posao koji nije bio u vezi s mobilizacijom. Oni koji su radili u ugljenokopu napustili su rad. Seljaci su objesili svoje kose, kosire i motike. Svuda su odjekivale borbene pjesme. Trebalo je vidjeti silno oduševljenje i radost, koja se na licima sviju čitala. U nekim selima nije bilo ni čovjeka, ni žene, ni odraslog djeteta, koje nije znalo za pripreme i odlazak u NOV. Na sam dan odlaska bilo je već sve spremno. Postavljene su straže po svim putovima, gdje je bilo opasno, da bi provalili banditi i pomrsili naš plan. Posjedali smo na travu oko punih zdjela, koje su za svoje borce donijele njihove drugarice. Uprtismo ruksake i rastadosmo se. Stariji i mlađi drugovi, koji su još ostali, klicali su nam i obećavali da će doskora i oni za nama. Otrgnuvši se iz zagrljaja majki i žena, krenuli smo odlučnim korakom. Kudgod smo prolazili, ljudi su nas toplo pozdravljali i nudili jelom, pićem i voćem. A sada već u slobodi, odmarajući se u gustoj jelovoj šumi, sjećamo se rastanka i suznih očiju majki, sestara i žena, koje smo tamo, kraj mora ostavili. Ali, mi im sada dovikujemo: »Ne plačite, ne plačite za nama! Mi smo otišli putem časne borbe. Mi smo se odazvali pozivu druga Tita. Ne oplakujte istarske žene i majke sretne vojnike, koji će se vratiti preko Učke, goneći ispred sebe crni fašistički mrak i donoseći toplo sunce slobode! Oplakujte radije one jadnike, koji su otišli u fašističku Italiju da ginu za naše najveće neprijatelje. Oplakujte i one koji još čekaju, i koje neprijatelj hvata i trpa u svoje kamione. Kažite vašim drugovima da ne kolebaju, neka ni časa ne čekaju, već neka idu za nama dok je još vrijeme. Upamtite, da se neće spasiti onaj koji želi u ovom najodlučnijem času ostati po strani. Stotine je takvih već propalo. Sloboda se ne kupuje na sajmu, a niti se ne daruje. Nju ćemo samo puškom i borbom postići.«
Kao vijećnik sudjeluje na višestranačkom Trećem zasjedanju ZAVNOH-a u svibnju 1944. godine. 
Za vrijeme sastanka NOO u selu Korenići iznad Limske drage upadaju Nijemci, te svatko bježi na svoju stranu; Rakovac je pogođen dum-dum metkom, ali je uspio pobjeći u obližnju šumu gdje je iskrvario. Pronađen je drugi dan, mrtav u snijegu - tako barem glasi inačica događaja koju su Rakovčevi suborci desetljećima ponavljali u službenim prigodama (makar danas s nešto manje sigurnosti). Druga inačica istog dođaja je da su ga ubili elementi iz sastava partizanskog pokreta, koji su prema nalogu vodstva KPJ u tom razdoblju pred kraj rata (siječanj 1945. godine) diljem Hrvatske sustavno eliminirali one vođe Narodnooslobodilačkog pokreta za koje se ocijenilo da nisu dovoljno "na partijskoj liniji" što se osobito osjetilo među istarskim kadrovima. Krajem rata i poslije rata, nova jugoslavenska vlast se krvavo obračunala s tzv. istarskim »narodnjacima« (zvjersko ubojstvo Mate Peteha), narodnih svećenika (npr. Kazimir Paić). U toj čistki maknut je sav matični istarski partizanski kadar, smijenjeni su svi najistaknutiji partizanski rukovoditelji Istre, mnogi su sumnjičeni i zlostavljani. Zbog svega toga je smrt Joakima Rakovca ostala krajnje sumnjiva do danas.
Posmrtni ostatci Joakima Rakovca nalaze se danas u Poreču ispod kipa podignutog njemu u čast, na trgu koji nosi ime Joakima Rakovca. Uz njegovu smrt vežu se brojne priče, od toga da ga je netko izdao iz redova partizana, do toga da su Nijemci imali špijuna. Kako god bilo njegov neumorni rad na podizanju naroda na ustanak, njegovo zalaganje za jednakost Hrvata i Talijana u Istri, njegova neizmjerna energija i predanost radu, Joakima Rakovca su čak i za života učinile legendom. Danas gotovo svaki grad u Istri ima obalu, trg ili ulicu posvećenu Joakimu Rakovcu: među istarskim Hrvatima je on definitivno zapamćen kao neupitni primjer čestitog borca za narodnu slobodu i nesumnjivog narodnog junaka.